# Дябин, Владимир Степанович
Владимир Степанович Дябин (1922—2013) — исследователь в области увековечивания памяти павших в Великую Отечественную войну, почётный гражданин Ярославля.

## Биография
Родился 24 мая 1922 года. Выпускник Тамбовского кавалерийского училища имени 1-й Конной армии. В армии с 1940 года.
В должности командира пулемётного эскадрона станковых пулемётов «Максим» 116-го кавалерийского полка 31-й отдельной кавалерийской дивизии принимал активное участие в битве за Москву в октябре — декабре 1941 года, 31 декабря 1941 года участвовал в освобождении Калуги. 18 февраля 1942 года был контужен. В 1943 году служил во 2-й гвардейской кавалерийской дивизии 1-го гвардейского кавалерийского корпуса. Участвовал в освобождении Харькова, в форсировании Днепра, освобождении Киева, Коростышева, Житомира, Луцка, Польши.. Войну заканчивал начальником штаба танкового батальона в звании майора. За участие в боях награждён орденом Ленина, орденами Отечественной войны I и II степени, двумя орденами Красной Звезды, медалями. В 2012 году вместе с супругой был награждён памятной медалью «Патриот России» от Росвоенцентра.
После войны служил на командных должностях в группе советских войск в Германии, военкомом в Туле и с 1962 года в Кировском районе Ярославля. В 34 года получил звание полковника. С 1974 года — в отставке.
Везде занимался исследовательской работой по отысканию неизвестных захоронений павших в боях, восстановлению воинских памятников и мемориалов. По его инициативе зажжён первый вечный огонь в СССР — под Тулой на месте кровопролитных боёв по защите Москвы близ посёлка Первомайский, восстановлено воинское кладбище в Ярославле, он собрал в Ленинградском военно-медицинском архиве сведения более чем о пяти тысячах погибших ярославцев, издал книги «Вечная память» со списками ярославских захоронений погибших воинов и памятников им. Был председателем комиссии Ярославского городского совета ветеранов.
Почётный гражданин Ярославля с 24 мая 1995 года за многолетнюю исследовательскую и поисковую работу по восстановлению имён воинов, умерших от ран и болезней в период Великой Отечественной войны и захороненных на кладбищах города Ярославля, выполненную в инициативном порядке, организационную работу по реконструкции Воинского мемориального кладбища, подготовку к изданию книги «Вечная память». За это же награждён государственным орденом Почёта.
Жена (с 29 июля 1942 года) Раиса Николаевна (род. 14 сентября 1923), в годы войны медсестра полевого передвижного госпиталя № 497 в подчинении Западного, затем 1-го Белорусского фронтов; награждена орденом Отечественной войны, медалями; после войны работала экскурсоводом, в Ярославле — директором областных курсов по подготовке экскурсоводов; стояла у истоков создания общества «Ярославль — Ханау». Есть дети, внуки и правнуки.
Умер 14 февраля 2013 года в Ярославле. Похоронен на Воинском мемориальном кладбище Ярославля.

## Труды
- Вечная память: Краткая история и списки захороненных военнослужащих периода Великой Отечественной войны 1941—1945 годов в городе Ярославле / автор-составитель В. С. Дябин. — Ярославль: Рабочая группа редколлегии областной Книги памяти, 1995. — 334 с. — ISBN 5-86008-010-7.
- Вечная память: Мемориалы, монументы, памятники, обелиски, мемориальные доски в городе Ярославле, посвященные воинам, павшим в Великой Отечественной войне 1941—1945 годов: [фотоальбом] / [автор-составитель В. С. Дябин]. — Ярославль: СИЕТ-М, 2002. — 87 с.